# Győry család
A nemes Győry család egy, a 17. században kiváltságolt család.

## A nemes Győry család származása
I. Lipót király nemességet adományozott 1674. március 17-én Győry Mártonnak.

## A család leszármazása
Az 1754–1755. évi országos nemesi összeíráskor Győr vármegye területén a következő Győry családnevűek igazolták nemességüket: két Ferenc, Miklós, Péter, két János.
A Győr vármegyei Ásvány településen (ma Ásványráró része) igazolta nemességét és a nemességszerzőtől való leszármazását a család egyik ágából származó Győry Dávid 1842-ben és 1845-ben.
A Győry családnak több ága lehet, a szétköltözések révén feltehetőleg országosan elterjedt.

A családtörténet kutatását nehezíti, hogy még négy Győry nemesi család ismert e családon kívül.